# Газопереробний завод Сархун
Газопереробний завод Сархун — розташоване у іранській провінції Хормозґан підприємство нафтогазової промисловості, яке здійснює підготовку продукції однойменного родовища.

## Загальний опис
У 1986-му за кілька десятків кілометрів на північний схід від міста Бендер-Аббас почала роботу перша черга ГПЗ Сархун, котра мала потужність по прийому 1,6 млн м3 на добу. В 1996-му стала до ладу значно потужніша друга черга, здатна переробляти 14,4 млн м3.
В 2006—2008 роках завод пройшов певну модернізацію зі збільшенням пропускної здатності. В 2014-му він продукував 17 млн м3 підготованого газу, 11 тисяч барелів конденсату і 90 тон зрідженого нафтового газу (пропан-бутанова фракція) на добу.
Більшість підготованого газу спрямовується на кілька великих промислових об'єктів — ТЕС Бендер-Аббас (стала до ладу в 1980-х), ТЕС Хормозґан (введена в дію у середині 2000-х за десяток кілометрів на північний схід від ГПЗ), нафтопереробний завод Бендер-Аббас. Крім того, його подали на північ до провінції Керман по газопроводу Сархун –– Керман.
Можливо також відзначити, що запасів місцевих родовищ не вистачає для забезпечення промислових об'єктів, запланованих до зведення у провінції. Як наслідок, в 2010-му до району Бендер-Аббасу вивели магістральний газопровід IGAT VII, по якому транспортується ресурс із найбільшого родовища країни Південний Парс.